# イソシアン酸フッ素
イソシアン酸フッ素 (fluorine isocyanate ,FNCO) はフッ素とイソシアン酸からなる化合物である。アルゴン中で、FCON3 (fluorocarbonyl azide) の紫外線分解によって生成することが確認されている。

## 異性体
FNCO・FOCN (fluorine cyanate)・FCNO (fluorine fulminate)・FONC (fluorine isofulminate) の4種の異性体があるが、実験的に存在が確認されているのはFNCOのみである。